# 222年
| 千纪： | 1千纪                                                                                           |
| 世纪： | 2世纪 \| 3世纪 \| 4世纪                                                                         |
| 年代： | 190年代 \| 200年代 \| 210年代 \| 220年代 \| 230年代 \| 240年代 \| 250年代                       |
| 年份： | 217年 \| 218年 \| 219年 \| 220年 \| 221年 \| 222年 \| 223年 \| 224年 \| 225年 \| 226年 \| 227年 |
| 纪年： | 壬寅年（虎年）；曹魏黄初三年；蜀汉章武二年；东吴建安二十七年、黄武元年                          |

## 大事记
- 中国
  - 正月，日蝕。
  - 閏六月，吳將陸遜在夷陵之戰大破汉軍，孫權擢升陸遜輔國將軍，改封江陵侯。
  - 九月，孫權拒絕送兒子孫登入曹魏為人質。
  - 十月，孫權自稱吳王，建號黃武，宣告和曹魏脫離臣屬關係，至此成天下三分之局。
  - 曹丕分兵三路攻吳，分別為曹休指揮的洞口之戰、曹仁指揮的第三次濡須之戰，與次年曹真、張郃、夏侯尚指揮的江陵之戰。
- 歐洲
  - 教宗加理多一世卸任，教宗烏爾巴諾一世接任。

## 各国领袖

### 亞洲
- 中國(三国)
  - 蜀漢皇帝：漢昭烈帝刘备（221年－223年）
  - 曹魏皇帝：魏文帝曹丕（220年－226年）
  - 吴王：孙权（222年－252年）
- 拓跋部 - 拓跋力微, 鲜卑大人(219年－277年)[1]
- 日本- 神功皇后（攝政，200年－270年）
- 泰米尔哲罗王朝 - Yanaikat-sey Mantaran Cheral（201年－241年）
- 亚美尼亚- 
  - 库思老一世, 亚美尼亚王 (197年-238年)
  - 梯里达底二世 (亚美尼亚)（英语：Tiridates II of Armenia）, 亚美尼亚王 (217年-252年)
- 朝鲜半岛 (朝鲜三国)
  - 百济 - 仇首王, 百济王 (214年-234年)
  - 伽耶 - 居登王, 伽耶君主 (199年-259年)
  - 高句丽 - 山上王, 高句丽王 (197年–227年)
  - 新罗 - 奈解尼師今, 新罗王 (196年–230年)
- 伊比利亚 - Vache, 伊比利亚国王 (216年－234年)
- 贵霜帝国 - 波調, 贵霜君主 (c.191年－225年)
- 安息帝国 - 
  - 沃洛吉斯六世, 安息国王 (c.208年－228年)
  - 阿尔达班四世, 安息国王 (c.216年－224年)

### 欧洲
- 罗马帝国（塞维鲁王朝）- 
  1. 埃拉伽巴路斯（218年－222年）
  2. 亚历山大·塞维鲁（222年－235年）

### 非洲
- 库施王朝 - Aryesbokhe国王，（215年－225年）

## 出生
- 杜預，晉滅吳之戰的晉軍主帥之一。

## 逝世
- 張遼，曹魏重要將領（169年出生）53岁。
- 許靖，蜀漢政治家（生年不詳）。
- 馬良，三國時期蜀漢謀士。
- 程畿，蜀漢從事祭酒。
- 馬超，蜀漢斄鄉侯。
- 劉巴
- 尹禮，漢末三國人物，是臧霸所率領的泰山寇之一，後歸順曹操，於洞口之戰被吳偏將軍全琮與徐盛梟首。